# Erwin Heerich
Erwin Heerich (* 29. November 1922 in Kassel; † 6. November 2004 in Meerbusch-Osterath) war ein deutscher Künstler.

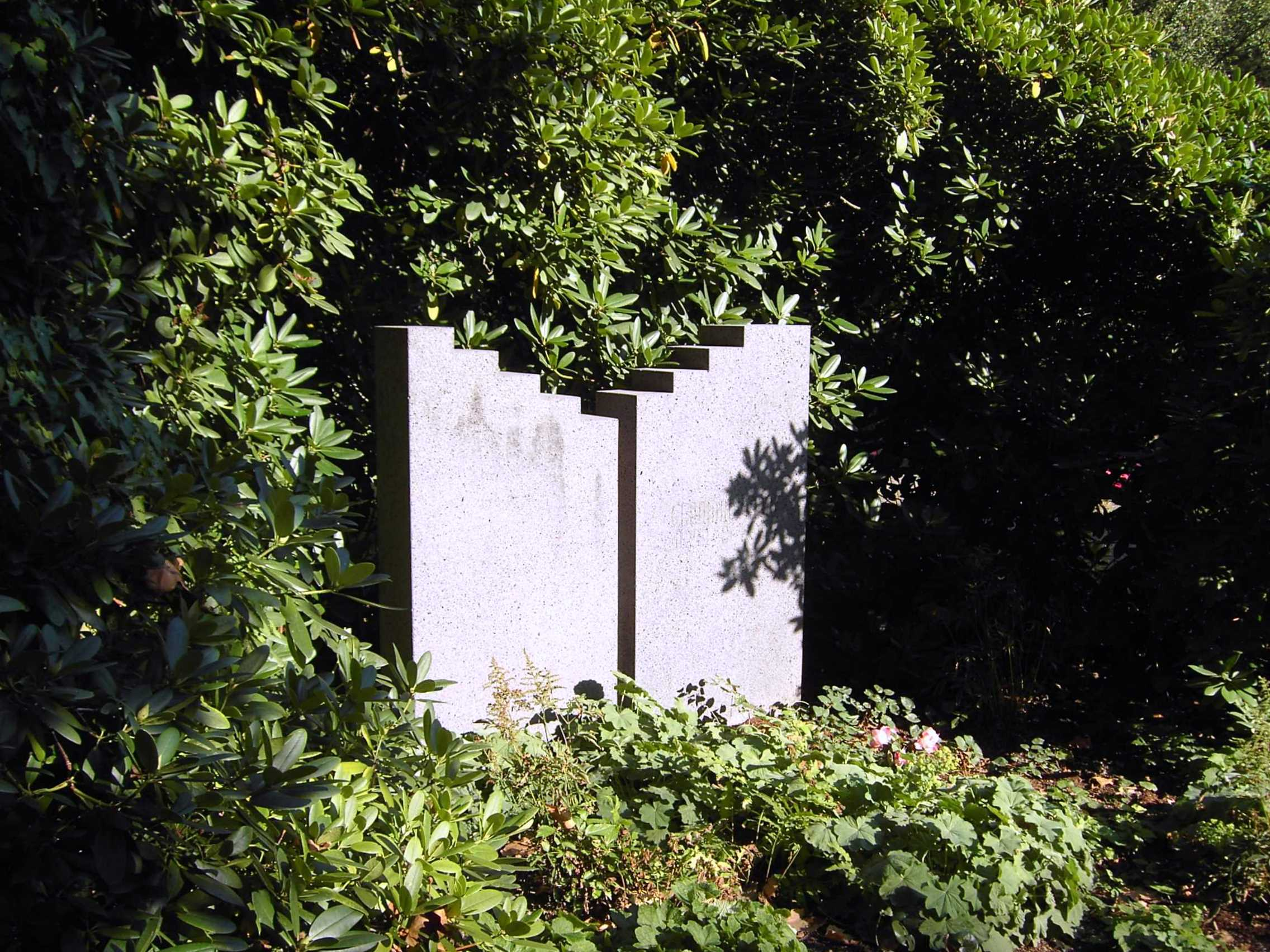
Grabmal Erwin Heerich, 2005, (Entwurf E. Heerich), Friedhof Düsseldorf-Heerdt

## Biografie
Erwin Heerich wurde 1922 in Kassel geboren und verbrachte dort seine Kindheit. Noch als Gymnasiast studierte er mit einem städtischen Stipendium als Gaststudent an der Kunstgewerbeschule Kassel und absolvierte eine Ausbildung in einer Töpferei in Hannoversch Münden. 1941 wurde er zum Kriegsdienst eingezogen und 1945 nach mehrfacher Verwundung entlassen.
Noch 1945 nahm er sein künstlerisches Studium wieder auf und besuchte von 1945 bis 1950 die Staatliche Kunstakademie Düsseldorf in der Bildhauerklasse von Ewald Mataré. Von 1950 bis 1954 hatte er dort das Meisterschüleratelier zusammen mit Joseph Beuys und begann mit der selbstständigen künstlerischen Arbeit. Zu dieser Zeit entstanden stilisierte Tierplastiken, Figurinen und erste Zeichnungen von Pflanzen und Gegenständen, die in ein Maßwerksystem eingebunden waren.
1950 heiratete er Hildegard Müller, mit der er vier Kinder hatte. Ab 1953 wohnte er in Meerbusch-Büderich, 1964 zog er mit seiner Familie nach Meerbusch-Osterath um, wo er bis zu seinem Tod lebte.
1954 verließ er die Kunstakademie und arbeitete weiter als freischaffender Künstler sowie als Lehrer. 1957 wurde er Assistent von Mataré in der Sommerakademie von Oskar Kokoschka in Salzburg. Ab 1959 entstanden Kartonplastiken und Zeichnungen, Drucke und Grafiken im freien Bereich isometrischer Gesetzmäßigkeit. 1961 erhielt er eine Anstellung als Lehrer am Seminar für werktätige Erziehung in Düsseldorf. Im Jahr 1968 war Heerich mit 10 Kartonplastiken auf der 4. documenta in Kassel vertreten.
1969 wurde er an die Kunstakademie Düsseldorf berufen und war dort bis zur Emeritierung 1988 Professor. Ab 1974 war Heerich Mitglied der Berliner Akademie der Künste. 1978 erhielt er für sein Schaffen den Will-Grohmann-Preis Berlin. 1980 begann er mit der Planung der Bauten auf der Museumsinsel Hombroich bei Neuss und schuf zudem zahlreiche plastische Arbeiten im öffentlichen Raum.
1987 erhielt er den Max-Beckmann-Preis der Stadt Frankfurt am Main. 1989 entstand die Skulptur Monument aus Eifeler Basaltlava für die Skulpturensammlung Viersen. 1995 war er Preisträger der Stankowski-Stiftung. Für seinen Wohnort Meerbusch gestaltete er zwei Skulpturen aus afrikanischem Granit: Die Bank in Büderich (2000) und eine Plastik o. T. (sogenannter Stuhl) für den Rathauspark in Osterath (2003).
Heerich starb am 6. November 2004 nach langer Krankheit im Alter von 81 Jahren in Meerbusch-Osterath bei Düsseldorf.

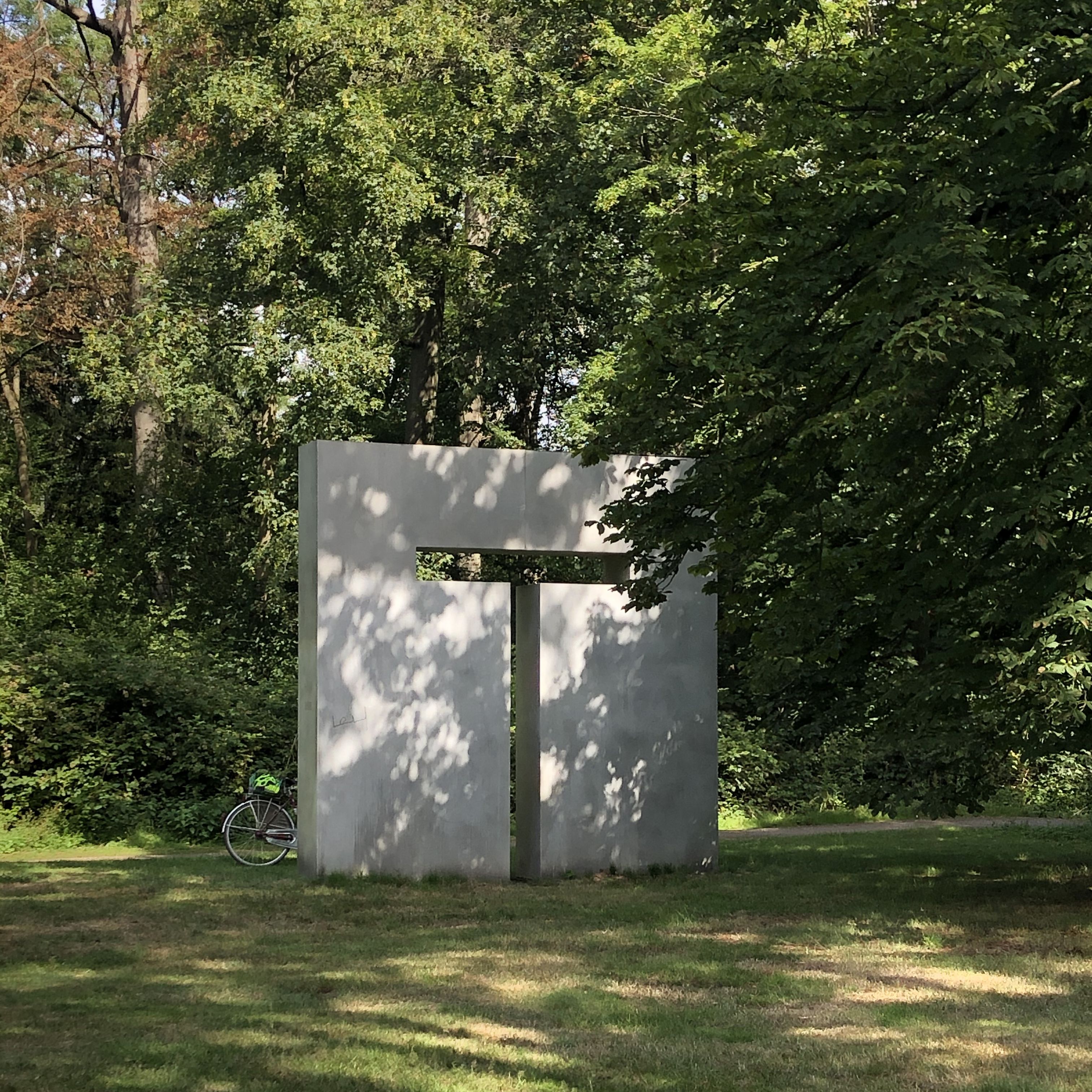
Erwin Heerich: o. T., 1975, Lantz’scher Park

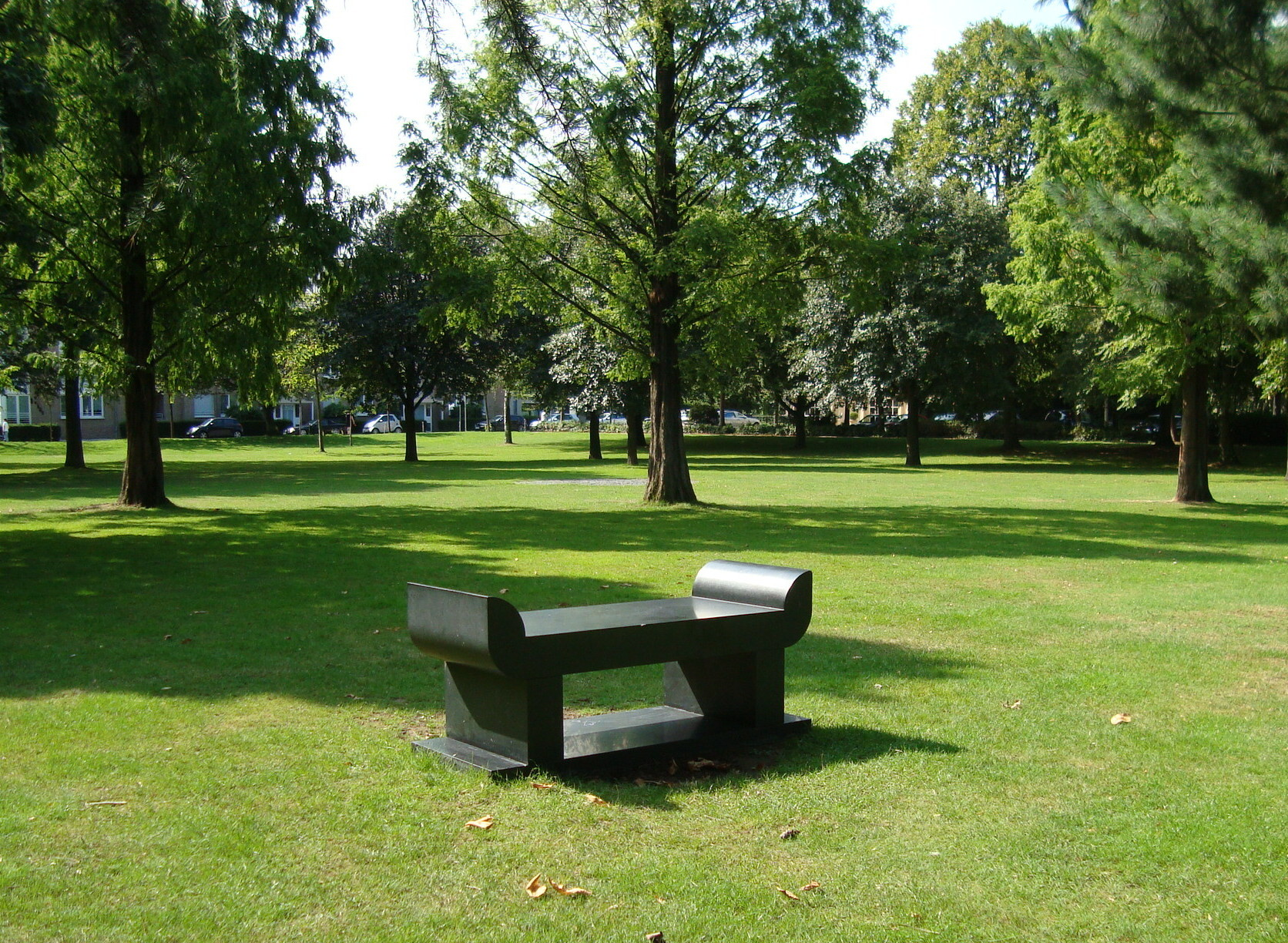
Erwin Heerich: Bank, 2000, Meerbusch-Büderich

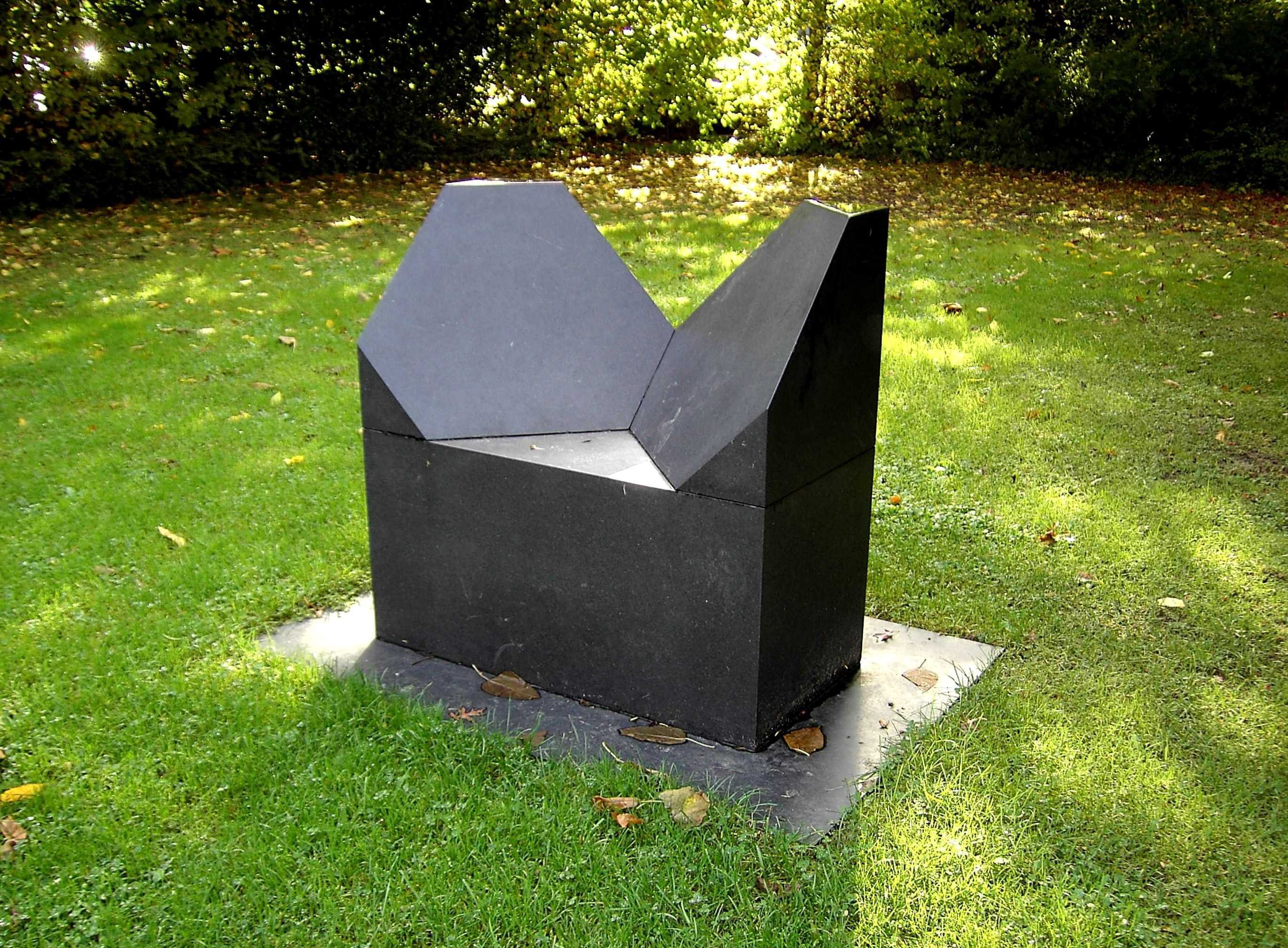
Erwin Heerich: o. T., 2003, Meerbusch-Osterath

## Bedeutung, Werk und Werdegang
Erwin Heerich ist einer der wichtigsten deutschen Bildhauer der zweiten Hälfte des 20. Jahrhunderts. Das spiegelt die Resonanz auf seinen Tod im November 2004 in der nationalen und internationalen Presse. Seine Werke sind in bedeutenden Museen und Sammlungen moderner Skulptur zu finden.
Als Schüler von Ewald Mataré an der Düsseldorfer Kunstakademie entwickelte er in den 1950er Jahren ein eigenständiges plastisches Werk, wobei er seiner individuellen künstlerischen Linie immer treu blieb und sich nie vom „Zeitgeist“ vereinnahmen ließ. Als zweifacher documenta-Teilnehmer fand er internationale Beachtung. Er war außer in Europa auf Ausstellungen in New York und Tokyo, in Kairo und auf der Biennale von São Paulo vertreten. Von 1968 bis 1982 lehrte er als Professor an der Düsseldorfer Kunstakademie. Als akademischer Lehrer und diskussionsfreudiger Kollege war er dort lange Jahre eine der einflussreichsten Persönlichkeiten.
Heerichs Arbeit ging von alltäglichen Gegenständen wie Tieren, Bäumen, Gliederpuppen, Stühlen und Schirmen aus. Ihm ging es nie um die mimetische Abbildung der äußeren Welt, sondern er hatte immer nur ein Interesse am Architektonischen, wie er selbst sein plastisches Konzept im Gespräch mit Heinz-Norbert Jocks beschrieb.
Am Anfang seiner künstlerischen Tätigkeit entstanden unter dem Einfluss Matarés Arbeiten mit eindeutigem Bezug zur Gegenstandswelt. Gegen 1960 vereinfachte er seine Plastiken immer mehr und entwickelte aus Figuren, Naturerscheinungen und Alltagsgegenständen geometrische Körper, die alle einem bestimmten Maß unterworfen sind und sich allein durch Maßeinheiten regulieren lassen. Als Material wählte er anfangs mit Vorliebe braunen Karton. Im Laufe der 1960er und 1970er Jahre schuf Heerich mit Hilfe seiner Zeichnungen und Kartonplastiken ein Repertoire von Formen, aus dem er bis an sein Lebensende immer wieder schöpfte. Diese eigene künstlerische Welt hat Christoph Brockhaus als „Universum von Raumkörpern“ bezeichnet. Die Klarheit des Konzepts erlaubte die Umsetzung eines jeden Entwurfs in den unterschiedlichsten Größen und Techniken.
Heerichs spezielle künstlerische Leistung ist die Entdeckung des Materials „Karton“ als Werkstoff für Plastiken. Aus diesem vergänglichen und scheinbar wertlosen Material schuf er Skulpturen von zeitloser Gültigkeit. Die geometrisch exakten Kartonplastiken wurden zu Heerichs Markenzeichen. Ihnen liegen entsprechende Zeichnungen zu Grunde. Obwohl seine Arbeit auf mathematischer Logik beruht, spielt die Intuition bei Heerich eine wichtige Rolle. Seine rational wirkenden Skulpturen schlagen häufig ins Irrationale um. Denn seine geometrischen und stereometrischen Zeichnungen und Gebilde werden oft so kompliziert, dass die Betrachter sie nicht mehr rational durchschauen, sondern nur noch in ihrer sinnlichen Erscheinung erfassen können. Die ersten Kartonplastiken von „Puppenstühlen“, Pferden und Figuren am Strand lassen eine andere Facette in Heerichs Wesen erkennen: Humor und unmittelbare Freude am Spiel.
Im Katalog zur Biennale von São Paulo beschrieb Erwin Heerich sein künstlerisches Konzept: „Die Dauer meines Vorhabens liegt nicht im Bereich des Gemachten, sondern des Gedachten“. Das bedeutet, dass seine Ideen in den verschiedensten Materialien und Dimensionen ausgeführt werden können.
Die Gelegenheit dazu bekam er am Anfang der 1980er Jahre. Damals hat er etliche Gebäude auf der Museumsinsel Hombroich entworfen und in Zusammenarbeit mit dem Düsseldorfer Architekten Hermann H. Müller und dem Kunstsammler und Immobilienmakler Karl-Heinrich Müller realisiert. Diese Bauten betrachtete Heerich als begehbare Skulpturen. Bei ihnen führte er reine Form, kompromisslose puristische Schönheit und praktische Anwendung zusammen. Er verstand es dabei, die Vorstellungen der Bauhaus-Künstler der 1920er Jahre in eine eigene Sprache zu übersetzen. Ausgehend von einfachsten geometrischen Grundformen wie Kreis, Rechteck und Quadrat entstanden Pavillons als dezentrale Ausstellungsräume für die Sammlungen von Karl-Heinrich Müller.
„Turm“ und „Graubner-Pavillon“ sind nicht bestückt. Als „Architektur von vollendeter Harmonie“ zählen sie in der Fachwelt und beim Publikum zu den schönsten Bauten der Moderne. Sie fügen sich mit ihren Klinkerwänden gänzlich in die Natur der Museumsinsel ein. Heerichs Architektur, die künstlichen Formen, stehen im Dialog mit der Landschaft, der Natur und dem Licht. Die skulpturale Architekturen haben eine unscheinbare Außenhaut, aber im Innern entfalten die schlichten, perfekt proportionierten weißen Räume ihre ästhetische Wirkung.
Erwin Heerichs Name ist untrennbar mit den Kartonplastiken und mit dem Gesamtkunstwerk „Museum Insel Hombroich“ verbunden. Lange Jahre hatte er dort sein Atelier. Sein Nachlass ging auf die Stiftung Insel Hombroich über. Nach der Aufarbeitung des Nachlasses wurde im März 2010 das „Erwin Heerich Archiv“ im „Siza-Pavillon“ auf der benachbarten Raketenstation mit der Ausstellung Erwin Heerich. Prozesse des plastischen Denkens eröffnet und der Öffentlichkeit zugänglich gemacht. Heerich entwarf auch für die Raketenstation mehrere Bauten, so das „Fontana-Haus“.
Heerich schuf zahlreiche Plastiken für öffentliche und private Auftraggeber. Mit seinem hohen künstlerischen Anspruch ging er keinen Kompromiss bei der Platzierung seiner Skulpturen ein. Im Gegensatz zum postmodernen Verständnis stellte er der Komplexität des modernen Lebens ein einheitliches künstlerisches Prinzip entgegen.

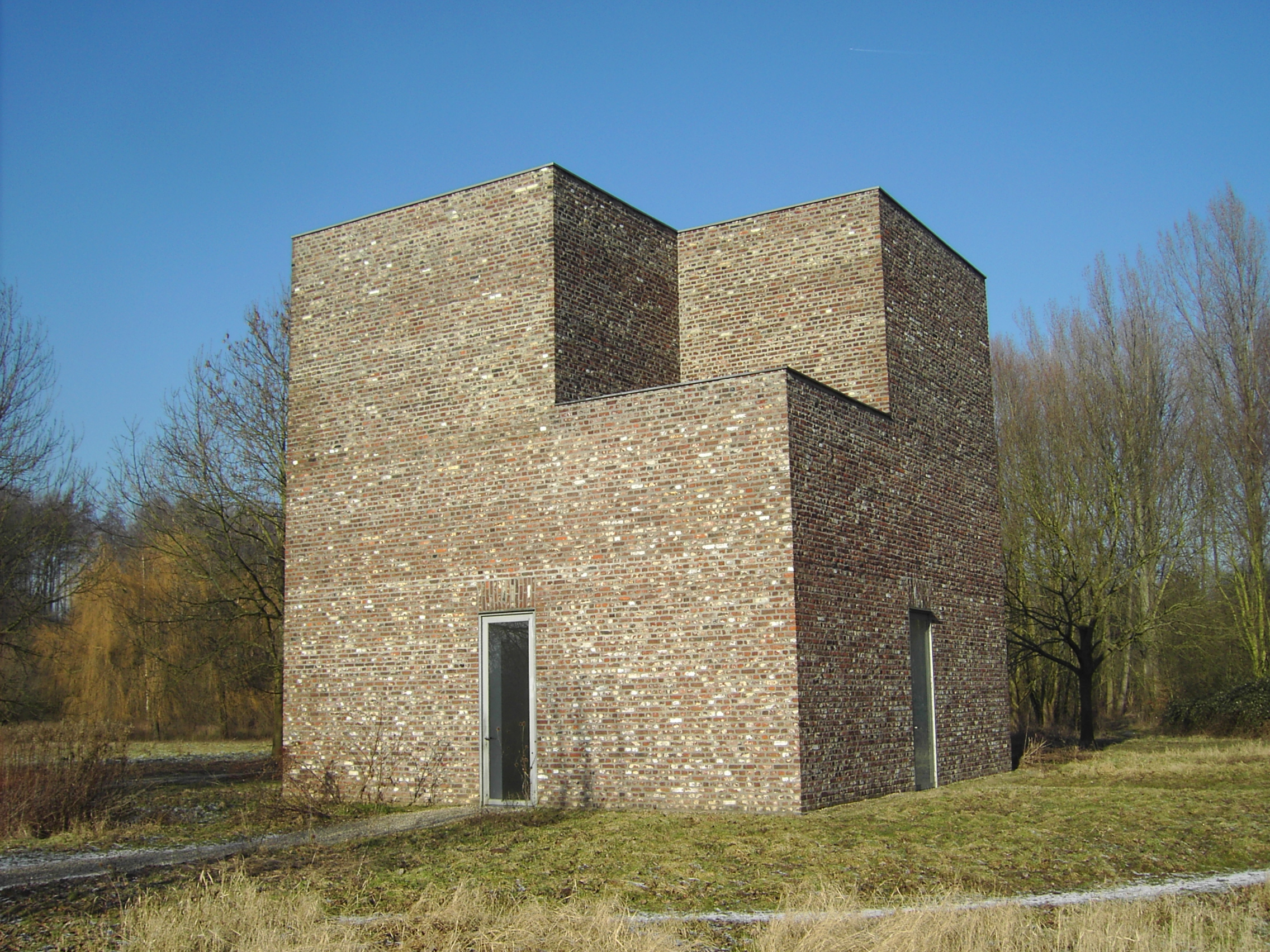
Turm. Museum Insel Hombroich
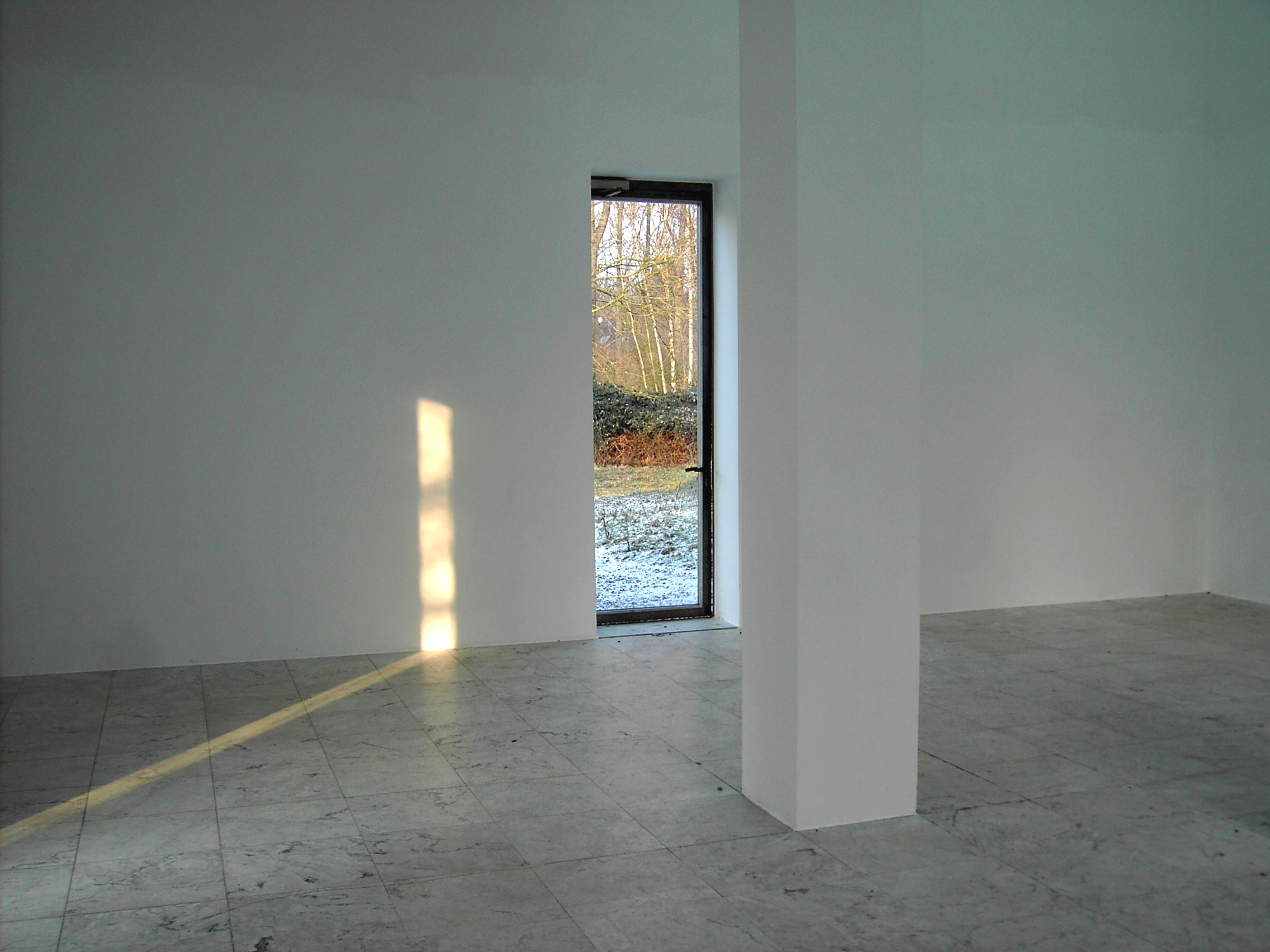
Turm (innen). Museum Insel Hombroich
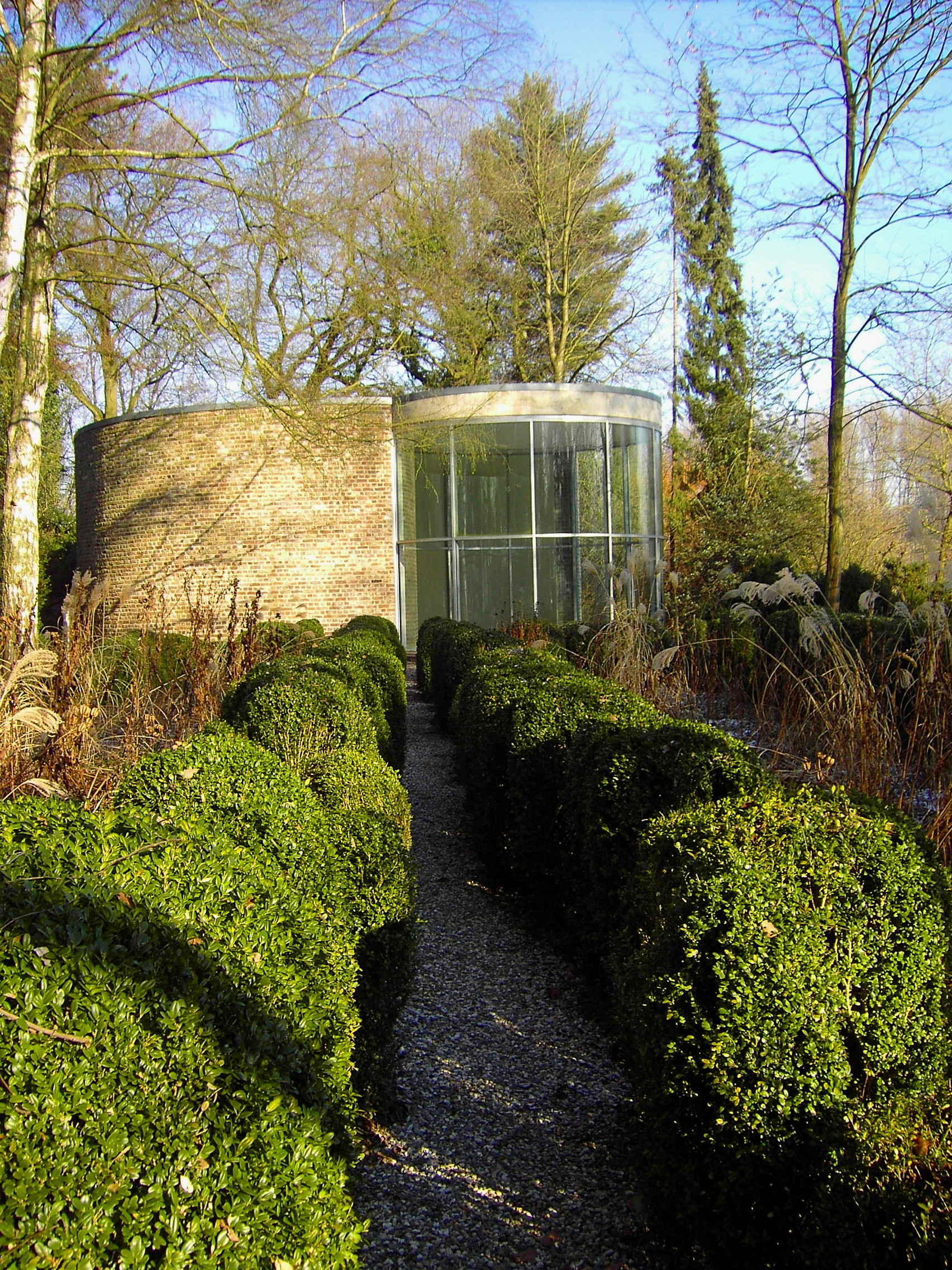
Graubner-Pavillon. Museum Insel Hombroich
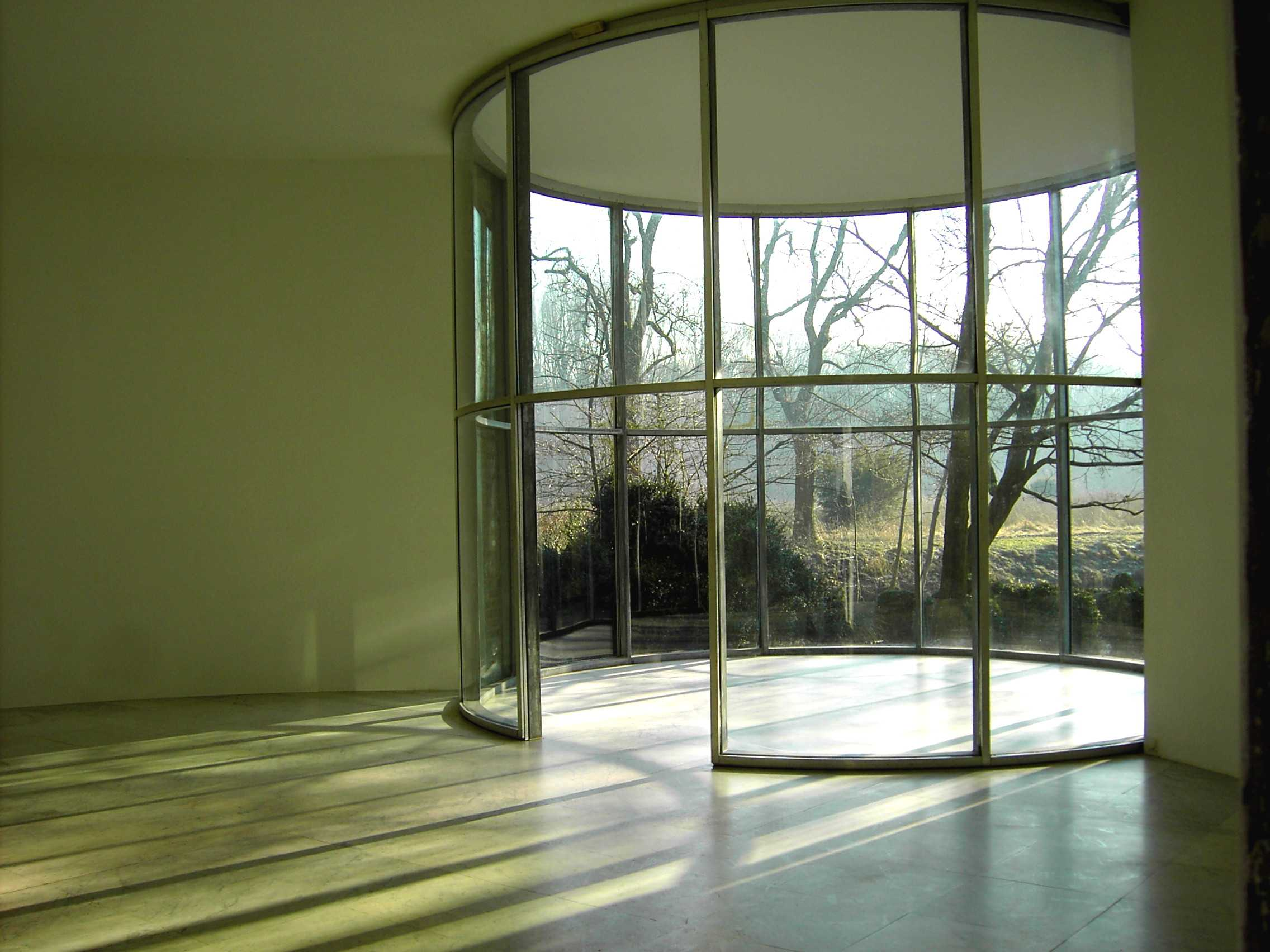
Graubner-Pavillon (innen). Museum Insel Hombroich
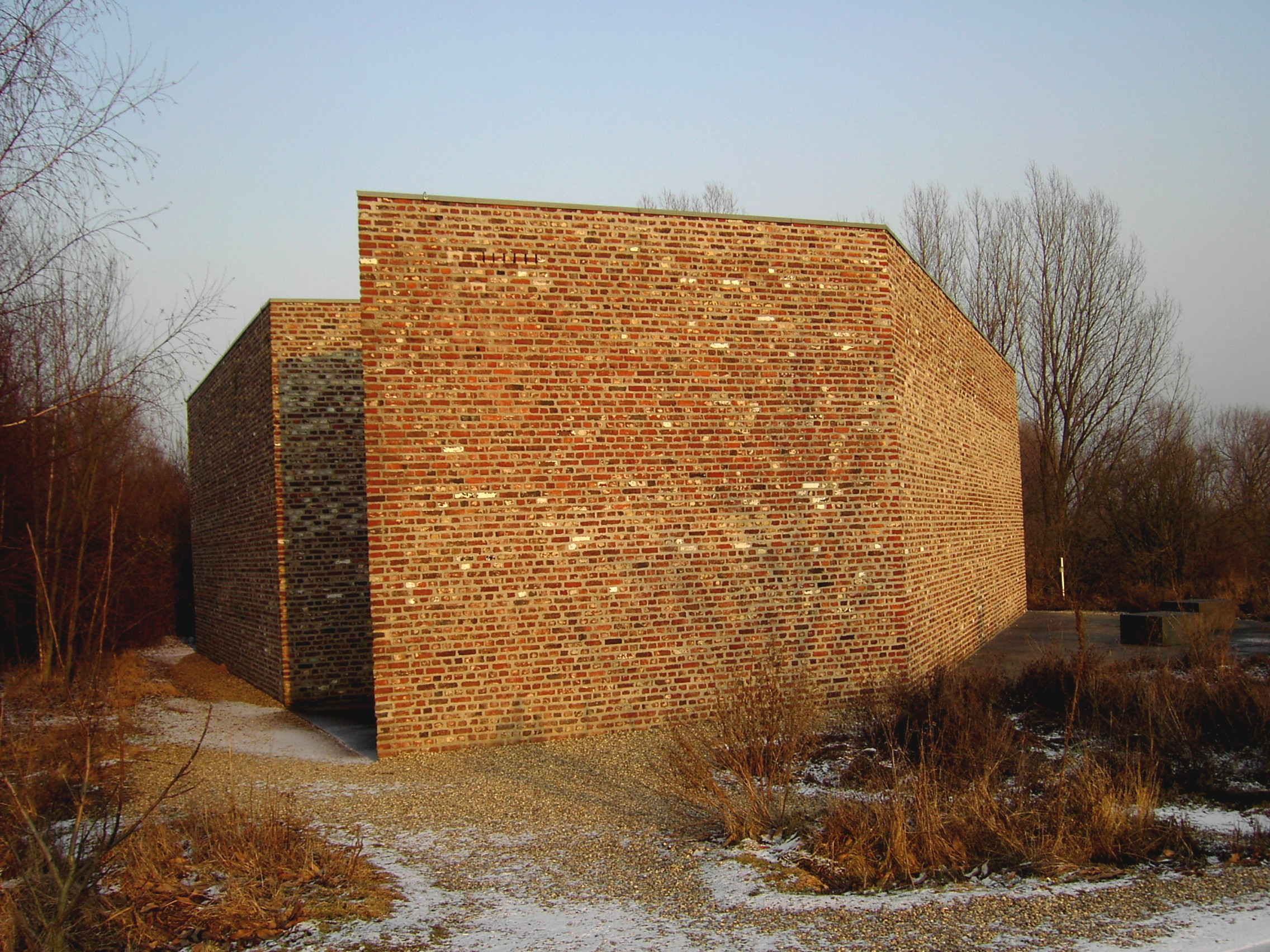
Schnecke. Museum Insel Hombroich
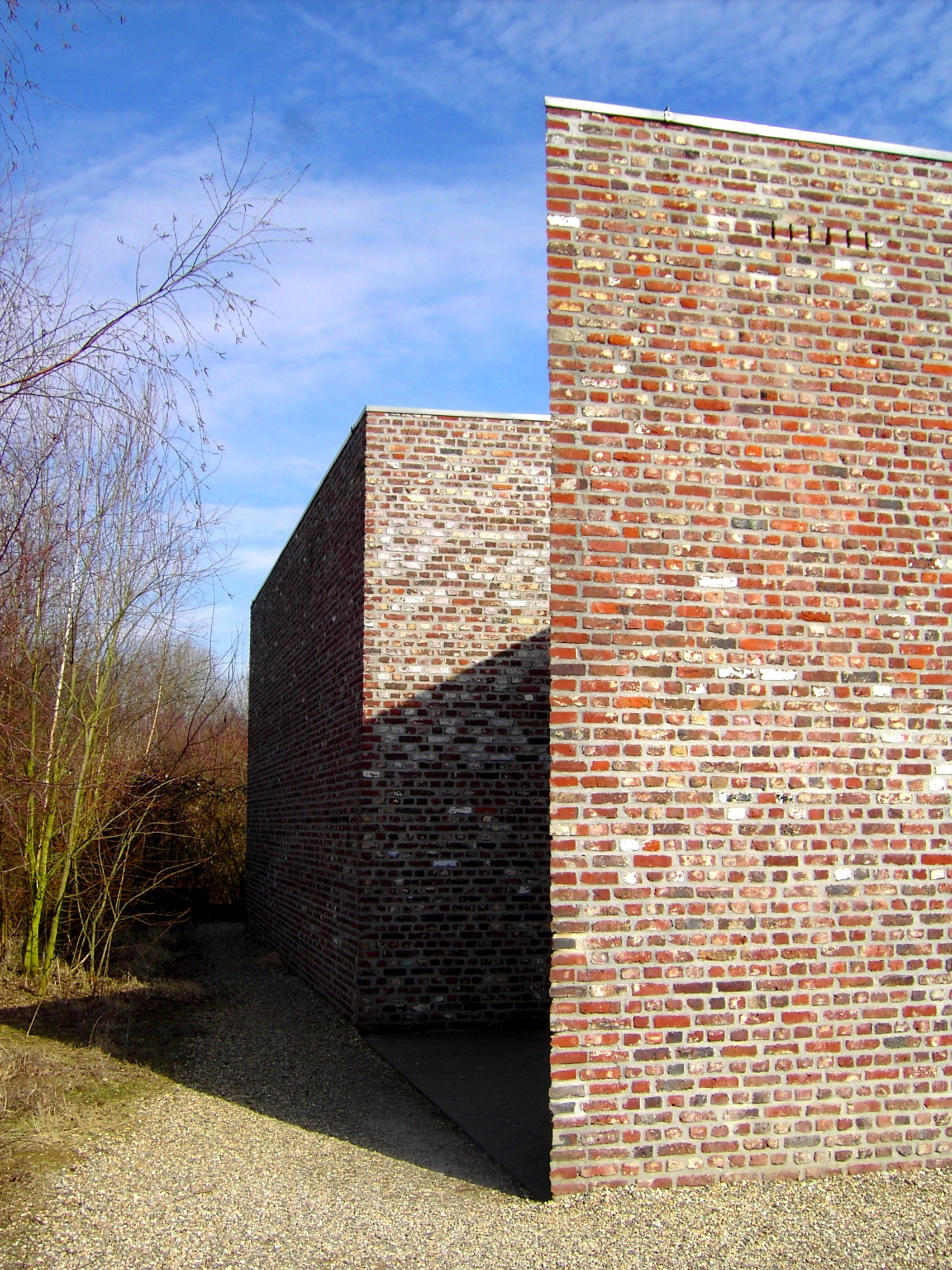
Schnecke (Detail).
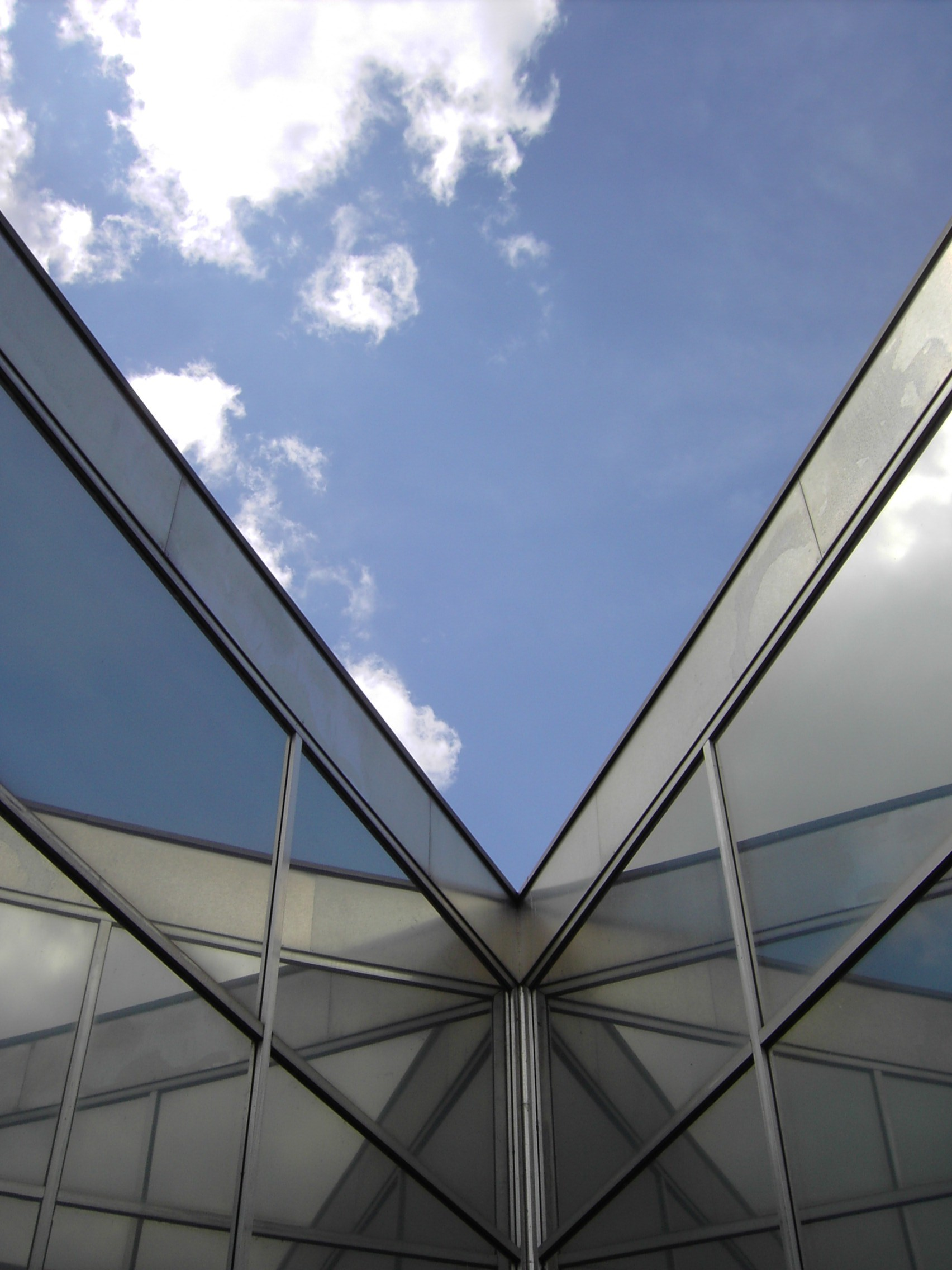
Schnecke (Blick von innen).
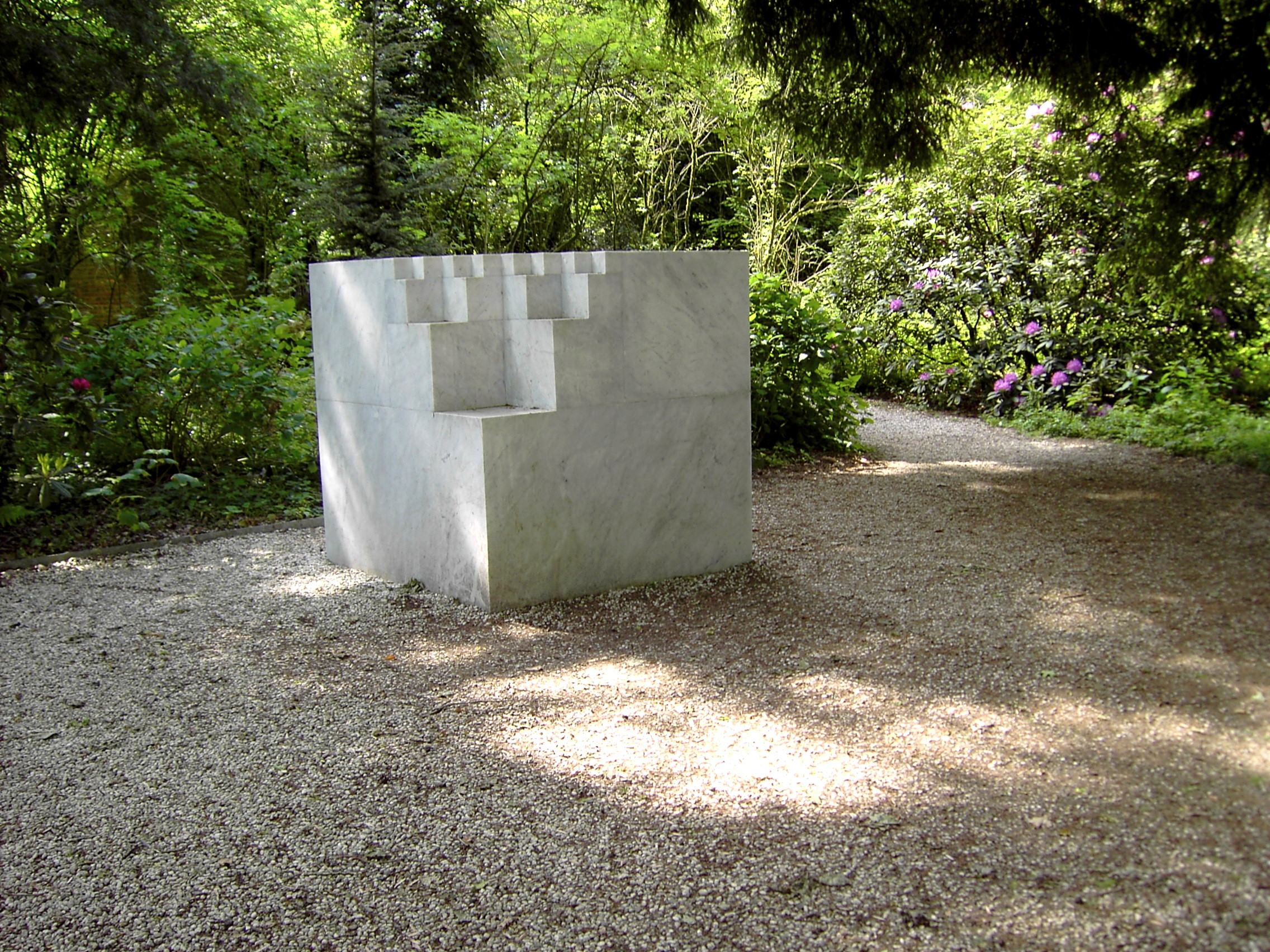
ohne Titel (1978). Museum Insel Hombroich
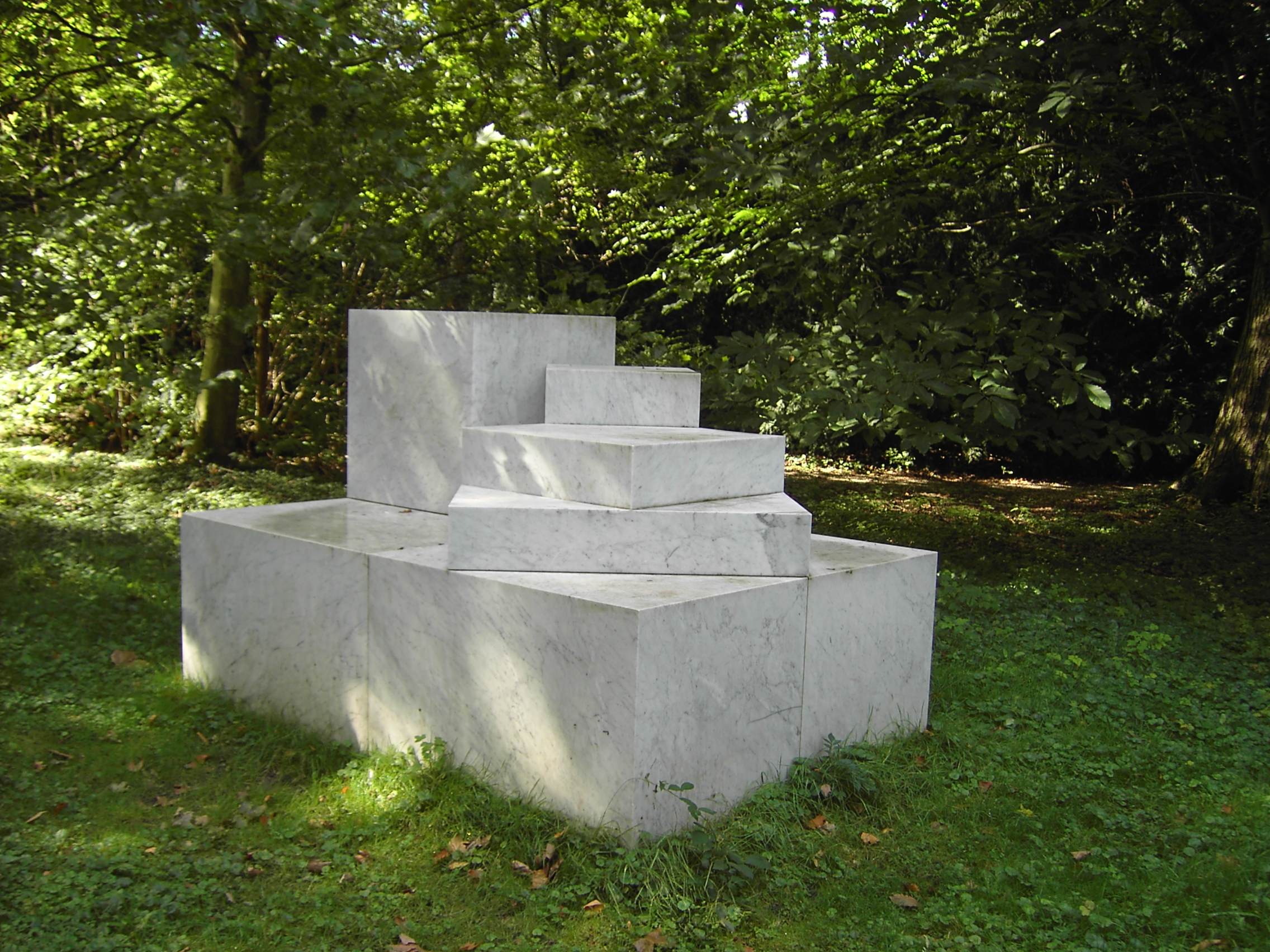
Skulpturenfeld (Detail). Museum Insel Hombroich
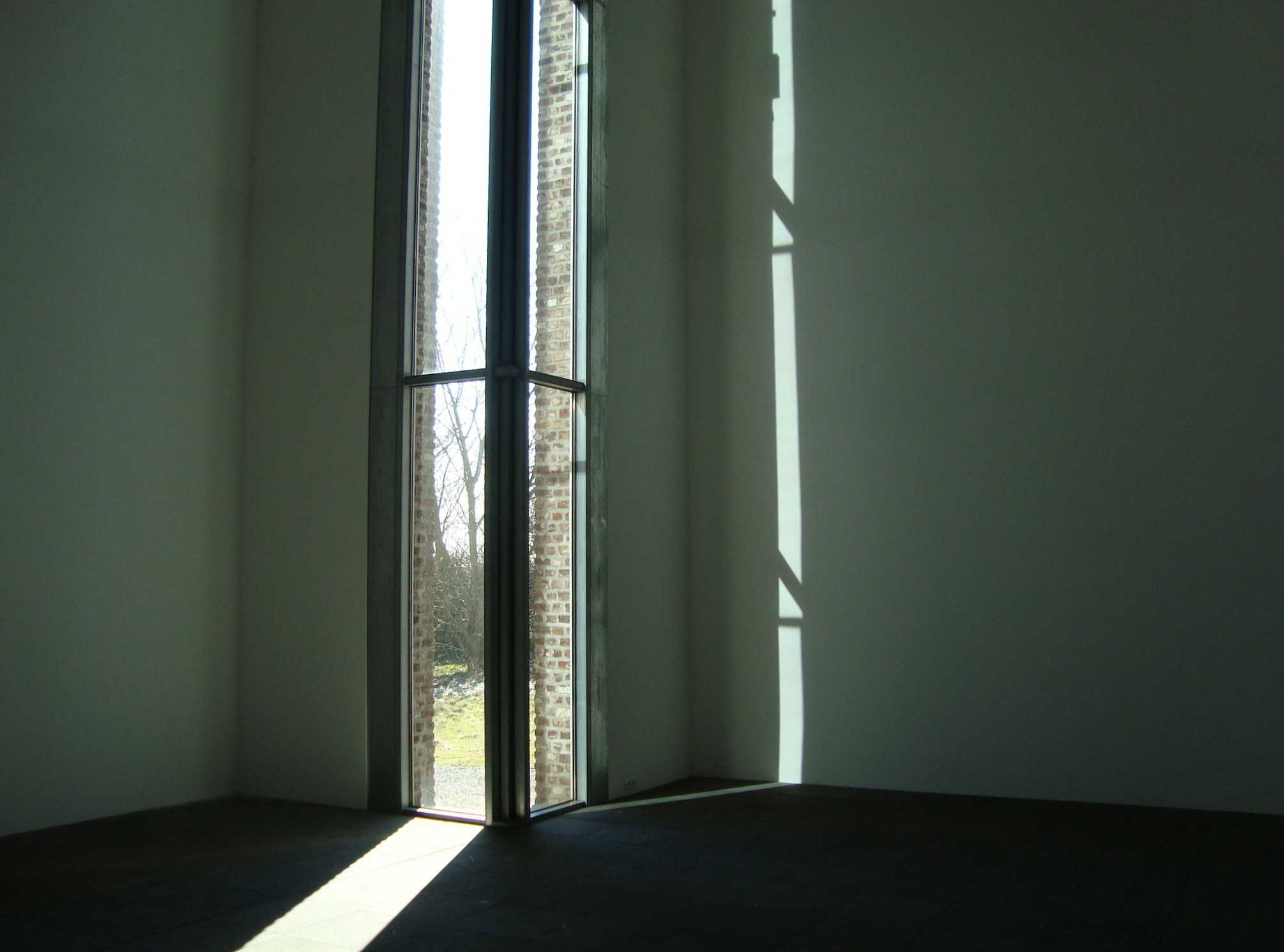
Fontana-Haus. Raketenstation Hombroich
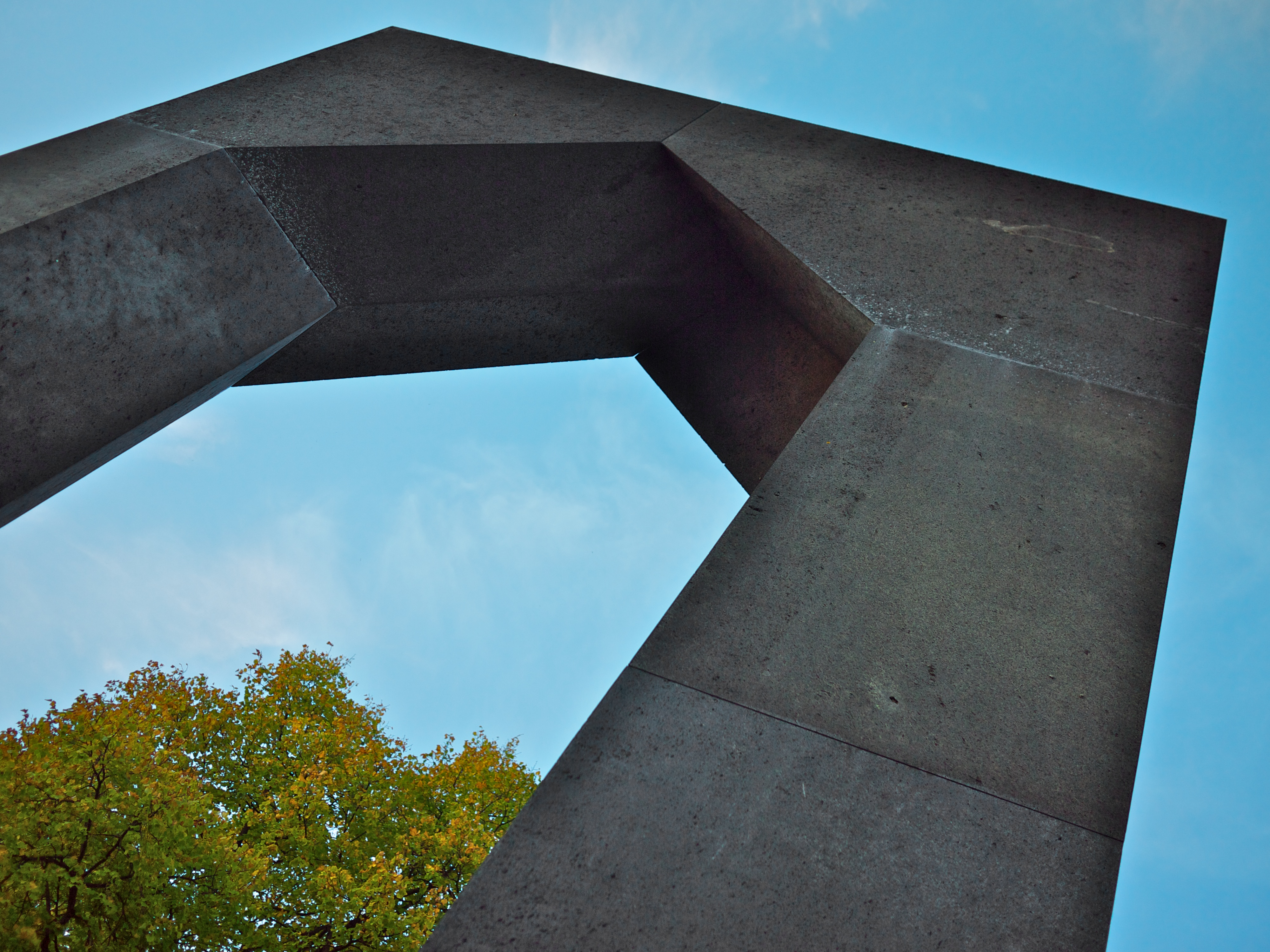
Tor aus Basaltlava. Düsseldorfer Südpark
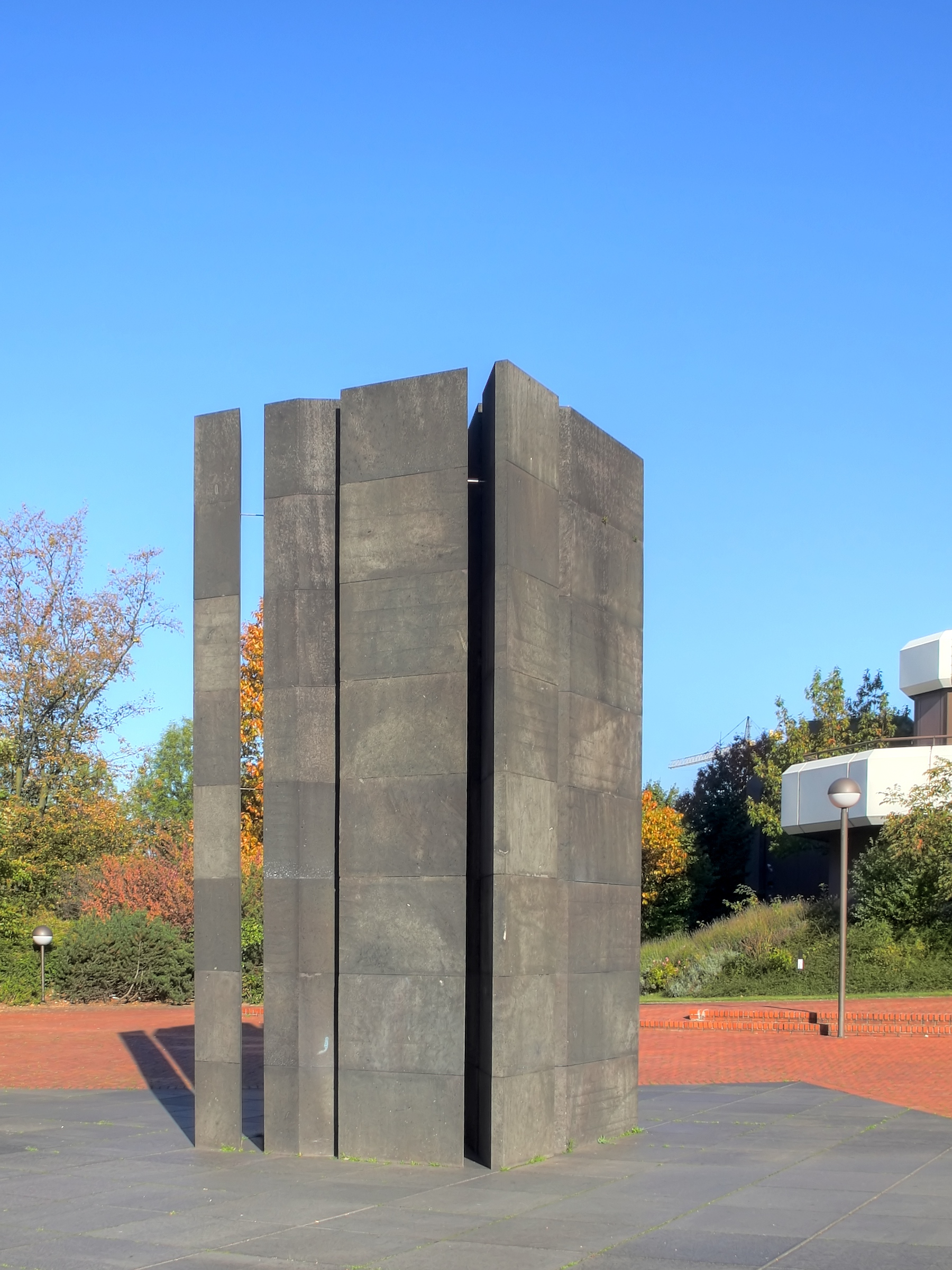
Lichtdurchlässige Bündelsäule, Bundesverwaltungsamt Köln

## Ausstellungen (Auswahl)
E = Einzelausstellung
- 1964: van der Grinten, Kranenburg (E)
- 1966: Galerie Schmela, Düsseldorf (E)
- 1967: Städtisches Museum Abteiberg, Mönchengladbach (E)
- 1968: Dwan gallery, New York (E)
- 1968: documenta 4, Kassel
- 1970: Kunsthalle Köln
- 1972: Kunstverein für die Rheinlande und Westfalen, Düsseldorf (E)
- 1973: XII. Bienal de São Paulo, Brasilien
- 1974: Rheinisches Landesmuseum Bonn (E)
- 1976: Kunstverein Freiburg (E)
- 1977: documenta 6, Kassel
- 1979: Akademie der Künste, Berlin; Kestner-Gesellschaft, Hannover; Museum Nijmegen; Museum Haus Lange, Krefeld
- 1980: Museum Schloß Morsbroich, Leverkusen (E)
- 1982: Museum Haus Esters, Krefeld (E)
- 1982: Carnegie Institute, Pittsburgh, USA
- 1983: Kunstmuseum Bonn (E)
- 1989: 4. Triennale Fellbach
- 1991: Queens Museum of Art, New York
- 1992: Lehmbruck Museum, Duisburg (E)
- 1992: Museum Katharinenhof, Kranenburg (E)
- 1998: Heidelberger Kunstverein
- 1999: Städtisches Museum Mülheim an der Ruhr
- 2007: Akademie-Galerie – Die Neue Sammlung, Düsseldorf (E)
- 2010: Erwin Heerich Archiv, Siza-Pavillon, Raketenstation Hombroich (E)
- 2018/19: Erwin Heerich und Marianne Pohl. Zwischen Skulptur und Architektur. Museum Schloss Moyland, 7. Oktober 2018 bis 28. April 2019[4]